# دمینگو د آندراده
دمینگو د آندراده (انگلیسی: Domingo de Andrade؛ ۱۶۳۹ – ۱۷۱۲) یک معمار اهل اسپانیا بود.